# Koronavirus
Koronavirus (Coronavirus) bylo do roku 2009 označení rodu virů, od roku 2009 společné označení (nikoli taxonomické jméno) pro čtyři rody virů obsažených v podčeledi Orthocoronavirinae: Alphacoronavirus, Betacoronavirus, Gammacoronavirus a Deltacoronavirus. Šíří se buď vzduchem, kontaminovanými předměty nebo oro-fekálním přenosem a způsobují závažnější i méně závažná onemocnění zvířat a lidí. Jejich typickou vlastností je široké spektrum hostitelů a časté případy mezidruhového přenosu.
U člověka vyvolávají některé druhy viru běžná onemocnění (nachlazení), ale i závažnější virózy. V roce 2002 byl nově objevený Betacoronavirus, nazvaný SARS-CoV (v roce 2020 klasifikován jako jedna z forem druhu Severe acute respiratory syndrome-related coronavirus), zjištěn jako původce nemoci SARS. V roce 2012 byl objeven nový druh betakoronaviru, nazvaný MERS-CoV (The Middle East respiratory syndrome coronavirus), který způsobuje obdobně závažné onemocnění MERS. Na přelomu let 2019 a 2020 se objevila epidemie respirační choroby covid-19 v čínském městě Wu-chan a v jeho okolí. Původcem je nový typ betakoronaviru – SARS-CoV-2, patřící do stejného druhu jako SARS-CoV.

## Charakteristika
Koronaviry jsou obalené jednovláknové RNA viry s pozitivní polaritou. Jejich název je odvozen od charakteristického uspořádání povrchových struktur lipidového obalu ve tvaru sluneční koróny.
Dosahují velikosti kolem 120 nanometrů. Jejich genom obsahuje 30 tisíc bází, což je nejvíce mezi známými RNA viry s nesegmentovaným genomem.

## Systém
Podčeleď Orthocoronavirinae zahrnuje (podle vydání Taxonomie virů 2019) 4 rody:
- Alphacoronavirus; k roku 2019 uznáno 17 druhů v 14 podrodech:
  - Podrody: Colacovirus, Decacovirus, Duvinacovirus, Luchacovirus, Minacovirus, Minunacovirus, Myotacovirus, Nyctacovirus, Pedacovirus, Rhinacovirus, Setracovirus, Soracovirus, Sunacovirus, Tegacovirus
- Betacoronavirus; k roku 2019 uznáno 14 druhů (a z dosud neuznaných například „NeoCoV“, pravděpodobně z rodu Merbecovirus[11][12]) v 5 podrodech:
  - Podrody: Embecovirus, Hibecovirus, Merbecovirus, Nobecovirus, Sarbecovirus
- Gammacoronavirus; k roku 2019 uznáno 5 druhů ve 3 podrodech:
  - Podrody: Brangacovirus, Cegacovirus, Igacovirus
- Deltacoronavirus; k roku 2019 uznáno 7 druhů ve 3 podrodech:
  - Podrody: Andecovirus, Buldecovirus, Herdecovirus

Od doby posledního vydání taxonomie virů byly objeveny další, nové druhy koronavirů, které dosud čekají na uznání a klasifikaci od ICTV.

### Lidské koronaviry, jejich taxonomické zařazení a původ
K roku 2020 je známo 8 typů lidských koronavirů, taxonomicky řazených na úrovni druhu nebo na poddruhové úrovni:
- Rod: Alphacoronavirus
  - Podrod: Duvinacovirus
    - Druh: Alphacoronavirus chicagoense[14], původně zvaný Human coronavirus 229E (HCoV-229E), popsaný v listopadu 1966

  - Podrod: Setracovirus
    - Druh: Alphacoronavirus amsterdamense[15], původně zvaný Human coronavirus NL63 (HCoV-NL63), prvně detekován roku 2004 v Nizozemsku
- Rod: Betacoronavirus
  - Podrod: Embecovirus
    - Druh: Betacoronavirus gravedinis[16], původně zvaný Betacoronavirus 1
      - Human coronavirus OC43 (HCoV-OC43), popsaný v prosinci 1967
      - Human enteric coronavirus 4408 (HECV-4408), popsaný v lednu 1994[17]

    - Druh: Betacoronavirus hongkongense[18], původně zvaný Human coronavirus HKU1 (HCoV-HKU1, prvně detekován roku 2005 v Hongkongu)

  - Podrod: Merbecovirus
    - Druh: Betacoronavirus cameli[19], původně zvaný Middle East respiratory syndrome-related coronavirus (MERS-CoV), popsaný 2012

  - Podrod: Sarbecovirus
    - Druh: Betacoronavirus pandemicum[20], původně zvaný Severe acute respiratory syndrome-related coronavirus (SARS-CoV, v současném vymezení druhu od r. 2020)
      - SARS-CoV či SARS-CoV-1[21] (od r. 2020 SARS-CoV ve smyslu rázu (strain) daného druhu), popsaný 2003
      - SARS-CoV-2, popsaný 2019

Jako další lidský koronavirus by se mohl projevit nově (2025) popsaný ráz HKU5-CoV-2 viru Betacoronavirus pipistrelli, původně zvaného Pipistrellus bat coronavirus HKU5 z betakoronavirového podrodu Sarbecovirus. Jeho typickými hostiteli jsou sice netopýři, ale virus se, podobně jako SARS-CoV-2, váže na receptory ACE2 nacházející se na povrchu buněk v plicích, tepnách, srdci, ledvinách a střevech a představující tak vstupní bránu do buněk pro takové koronaviry.
Studie z r. 2021 určila pravděpodobné přímo předchozí hostitele lidských koronavirů, než došlo k jejich přenosu z nich na člověka (rozumí se hostitelé, v nichž daná virová populace „zdomácněla“; není však vyloučeno, že vlastní přenos proběhl přes dalšího přechodného mezihostitele, v němž se však již nevytvořila populace tvořená variantami/mutacemi pro něj specifickými):
Předchozím hostitelem HCoV-NL63, SARS-CoV a SARS-CoV-2 byli podle této studie netopýři. Původním hostitelem MERS-CoV byli sice také netopýři, z nich se však přesunul na velbloudy a do lidské hostitelské populace se rozšířil po vícenásobné výměně nákazy mezi velbloudy a jejich pastevci; z původně netopýřího přes velbloudího hostitele se lidským koronavirem stal i HCoV-229E, zatímco HCoV-HKU1 přešel na člověka z hlodavců a HCoV-OC43 a HECV-4408 z krav.
Sarbecovirem, tedy jedním z předchůdců virů SARS-CoV, se lidská populace poprvé nakazila pravděpodobně již před více než 21 000 lety.

## Onemocnění

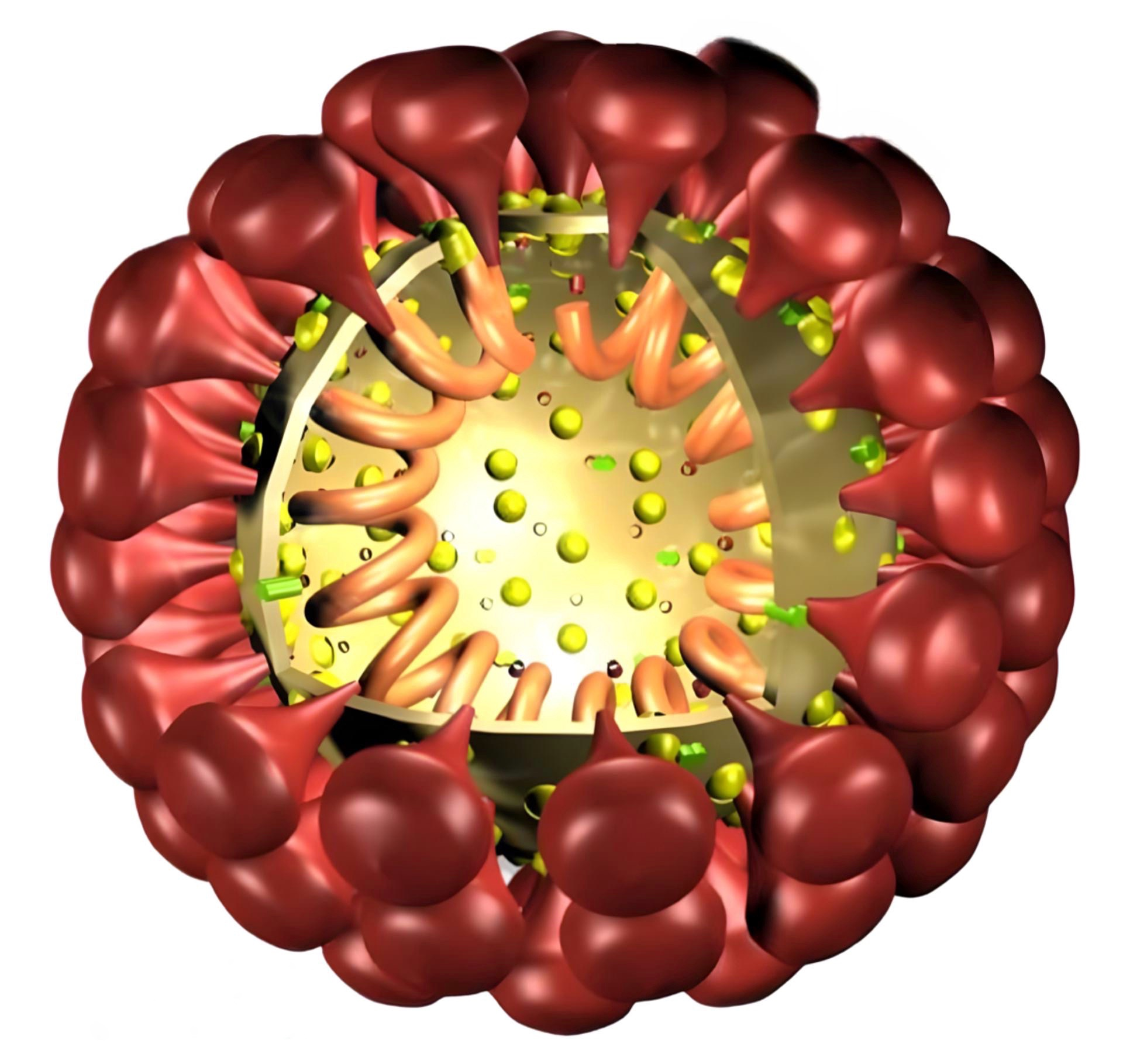
Schéma koronaviru: červenými výstupky se virion přichycuje k receptoru na buňce. Uvnitř je šroubovice jednovláknové RNA.

Koronaviry byly původně známy jen jako původci infekcí zvířat – ptáků a savců. Jednalo se o jednotlivé formy z rodu Alphacoronavirus, které způsobovaly např. virové infekce drůbeže a jiných ptáků, ale i skotu nebo domácích zvířat (psů, ale zejména na koronaviry citlivých koček a fretek). Od 60. let 20. století byly zjištěny i u lidských onemocnění.
Onemocnění z koronavirů mají maxima převážně v lednu a únoru a zasahují jednotky procent populace. U lidských koronavirů HCoV-NL63, HCoV-229E, HCoV-OC43 a HCoV-HKU1 se ukazuje, že velmi často u jedinců dochází k opakovanému onemocnění, což naznačuje, že člověk nezískává dlouhodobou imunitu.
Zpočátku šlo jen o běžná nachlazení (která nejčastěji způsobuje rhinovirus), která byla komplikovanější u lidí s oslabenou imunitou. Ale koronaviry z rodu Betacoronavirus jsou původci i některých závažných respiračních chorob z posledních let. Koncem roku 2002 se objevilo nové závažné onemocnění – SARS (syndrom náhlého selhání dýchání), na který roku 2003 zemřelo přibližně 800 lidí. O deset let později byla diagnostikována nová forma obdobně závažného onemocnění – MERS, na který do roku 2020 zemřelo přes 800 lidí. Na sklonku roku 2019 se rozšířil z Číny nový typ nebezpečné choroby covid-19 a začal se postupně šířit do dalších zemí. K 5. červenci 2020 bylo WHO hlášeno více než 11 milionů případů podezření, pravděpodobné nebo prokázané nákazy virem SARS-CoV-2, přičemž z množin pravděpodobné a prokázané nákazy bylo hlášeno 531 659 úmrtí bez zjevně jiné příčiny. Výskyt viru byl potvrzen téměř ve všech zemích včetně České republiky.